# Olle Sirén
Olle Ilmar Sirén, född 13 februari 1926 i Pyttis kommun i landskapet Kymmenedalen i Finland, död 8 september 2015 i Lovisa stad, var en finlandssvensk historiker och författare.

## Priser och utmärkelser
- 1991 – Svenska kulturfondens pris
- 1997 – Tollanderska priset